# Gardun
 Ovo je glavno značenje pojma Gardun. Za druga značenja pogledajte Gardun (razdvojba).
Gardun je naselje u sastavu Grada Trilja u Splitsko-dalmatinskoj županiji.

## Opis
Nalazi se na vrhu istoimenog brda s kojeg puca pogled na Trilj koji je smješten oko 1 km sjeverno.

## Stanovništvo
Prema popisu iz 2001. godine, ima 120 stanovnika.
Apsolutno većinsko i jedino autohtono stanovništvo ovog sela su Hrvati, a većina stanovništva izjasnila se kao pripadnici Rimokatoličke crkve.
| broj stanovnika | 108   |       | 178   | 207   | 237   | 224   |       | 283   | 257   | 261   | 250   | 229   | 198   | 156   | 120   | 83    | 68    |
|                 | 1857. | 1869. | 1880. | 1890. | 1900. | 1910. | 1921. | 1931. | 1948. | 1953. | 1961. | 1971. | 1981. | 1991. | 2001. | 2011. | 2021. |

## Znamenitosti
Na samom južnom rubu sela, u vrtu jedne od kuća, nalazi se Tilurij, rimski legionatski logor, po kojem je Trilj dobio ime. U sklopu vojnoga logora nalazi se i rimskodobni amfiteatar, kojega trenutačno devastiraju stambene jedinice građene na njegovom gledalištu.
Na istočnom rubu naselja je travnato groblje s crkvicom. 
- Arheološko nalazište Gardun

## Galerija
- Ostaci Tilurija
- Detalj s groblja

## Vanjske poveznice
|  | Zajednički poslužitelj ima još gradiva o temi Gardun |